# عالم‌نگار (حوزه ویدهان سبها)
عالم‌نگار (حوزه ویدهان سبها) (به انگلیسی: Alamnagar (Vidhan Sabha constituency)) یک منطقهٔ مسکونی در هند است که در بیهار واقع شده‌است.